# Enrico Rondoni
Enrico Rondoni (Napoli, 7 settembre 1953) è un giornalista italiano.
È vicedirettore del TG5 dal 2006 dopo essere stato caporedattore centrale e caporedattore esteri per nove anni.
Arriva a Canale 5 nel 1986 insieme ad Arrigo Levi per realizzare il settimanale di informazione Tivù Tivù.
Ha pubblicato un saggio sul tesoro scomparso di Kabul, L'oro della Bactriana, nel volume I grandi tesori della White Star.  Dopo lo Speciale "La Zampata del Dragone" su Canale 5 nel 2010, nasce l'idea di 
"LUCI CINESI 1981-2011", la sua prima  mostra fotografica -nel 2012 - presso il Museo delle Terme di Diocleziano a Roma: un viaggio in oltre 100 fotografie a colori e bianco e nero, frutto di 4 viaggi-reportage nella Repubblica Popolare Cinese, dal primo nel 1981 all'ultimo in Tibet nel 2011. Una mostra poi portata nello stesso anno alla Triennale di Milano e al teatro Gesualdo ad Avellino. Sue Mostre sono poi state esposte alla Biennale del Lucca Photofestival :"Nel Regno della Luce"(reportage di una festa buddista in Ladak); ad Imago Orbetello (la Cina di ieri e il Giappone contemporaneo) e al Lagazuoi Expo.